# Valstads församling
Valstads församling är en församling i Falköpings och Hökensås kontrakt i Skara stift. Församlingen ligger i Tidaholms kommun i Västra Götalands län och ingår i Tidaholms pastorat. 

## Administrativ historik
Församlingen har medeltida ursprung.
Församlingen var till 1998 moderförsamling i pastoratet Valstad, Kymbo och Vättak som även omfattade Heligestads församling på medeltiden, Suntaks församling före 1638 och efter 19 mars 1691 och från 1962 Hångsdala, Skörstorps och Östra Gerums församlingar. Församlingen ingår sedan 1998 i Tidaholms pastorat. Församlingen införlivade 2002 Suntaks, Vättaks, Kymbo församling, Hångsdala och Östra Gerums församlingar.

## Kyrkor
- Hångsdala kyrka
- Kymbo kyrka
- Suntaks gamla kyrka (förvaltas av Riksantikvarieämbetet)
- Suntaks kyrka
- Valstads kyrka
- Vättaks kyrka
- Östra Gerums kyrka